# 硫氰酸亚铊
硫氰酸亚铊是铊的硫氰酸盐，化学式 TlSCN。

## 制备
硫氰酸亚铊可以由硝酸亚铊和硫氰酸钾反应而成。
{\displaystyle \mathrm {TlNO_{3}+KSCN\longrightarrow TlSCN\downarrow +KNO_{3}} }
它也可以由硫氰酸铵溶液和氢氧化亚铊溶液反应而成。

## 性质
硫氰酸亚铊是一种白色晶体。 它是正交晶系的，空间群 Pbcm (No. 57)。在 90 °C 以上，硫氰酸亚铊转变成四方晶系，空间群 I4/mcm (No. 140)。